# Mardi Gras (carnaval)
Mardi Gras refere-se aos eventos da celebração do Carnaval, que começam na ou após as festas cristãs da Epifania (Dia dos Três Reis) e culminam no dia anterior à Quarta-feira de Cinzas, conhecido como Terça-feira Gorda. Mardi Gras significa "terça-feira gorda" em francês, refletindo a prática da última noite de consumo de alimentos ricos e gordurosos antes dos sacrifícios rituais e do jejum do período da Quaresma.
Práticas populares semelhantes estão associadas às celebrações do entrudo antes do jejum e das obrigações religiosas associadas ao período penitencial da Quaresma.
Em países como o Reino Unido, o Mardi Gras é mais conhecido como "Dia da Panqueca" (Pancake Day) ou (tradicionalmente) Shrove Tuesday ("Terça-feira Confissional"), derivado da palavra shrive, que significa "administrar o sacramento da confissão; absolver".

## Tradições
A temporada do festival varia de cidade para cidade, pois algumas tradições, como a de Nova Orleães, Luisiana, consideram que o Mardi Gras se estende por todo o período da Décima Segunda Noite (a última noite do Natal, que dá início à Epifania) até a Quarta-feira de Cinzas. Outros tratam o último período de três dias antes da Quarta-feira de Cinzas como o Mardi Gras.
Em Mobile, Alabama, os eventos sociais associados ao Mardi Gras começam em novembro, seguidos de bailes da sociedade mística no Dia de Ação de Graças, depois na véspera do Ano Novo, seguidos de desfiles e bailes em janeiro e fevereiro, celebrando até a meia-noite antes da Quarta-feira de Cinzas. Em épocas anteriores, os desfiles eram realizados no dia de Ano Novo. O carnaval é uma comemoração importante nas nações europeias anglicanas e católicas.

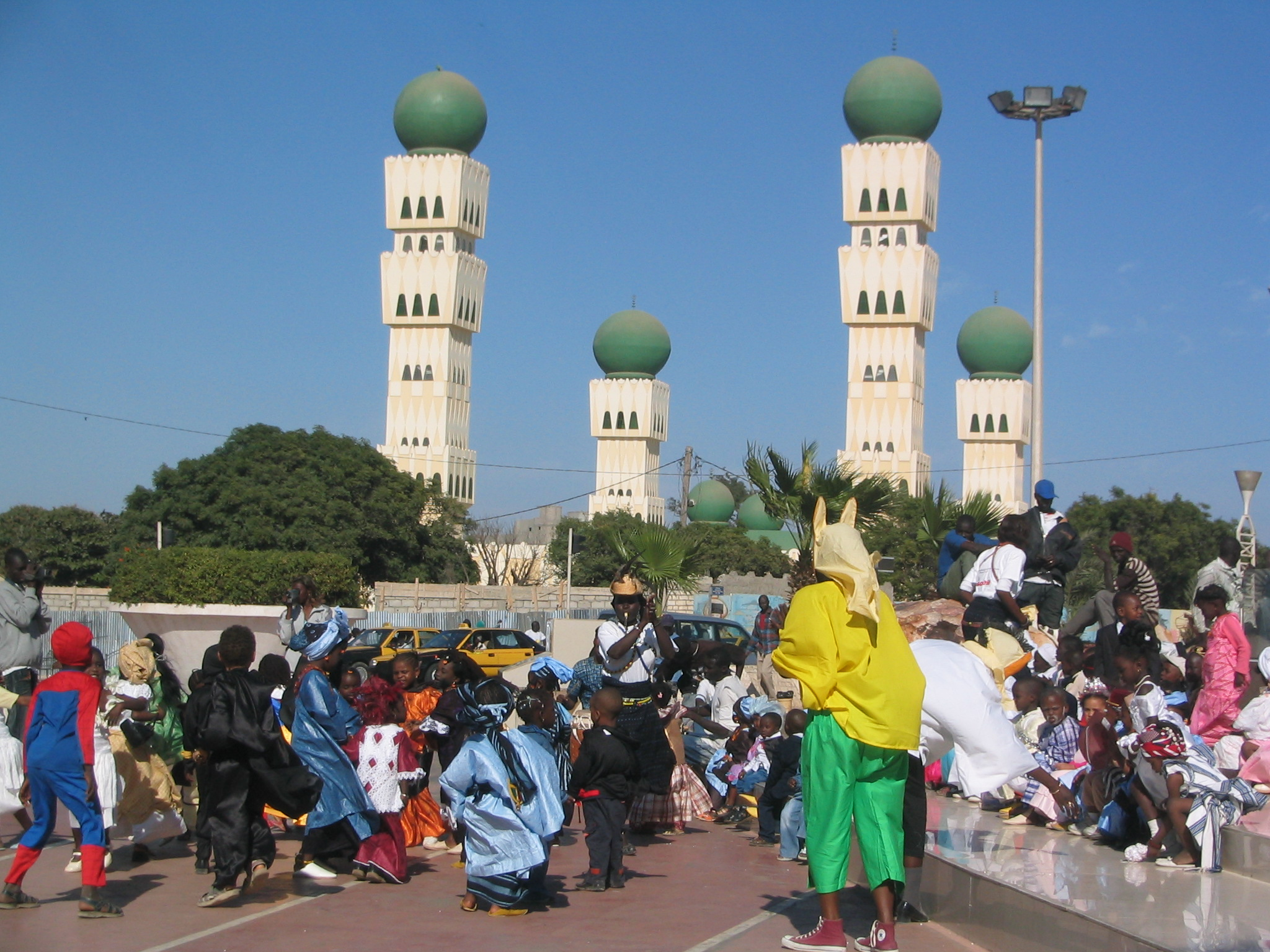
Mardi Gras em Dacar, Senegal

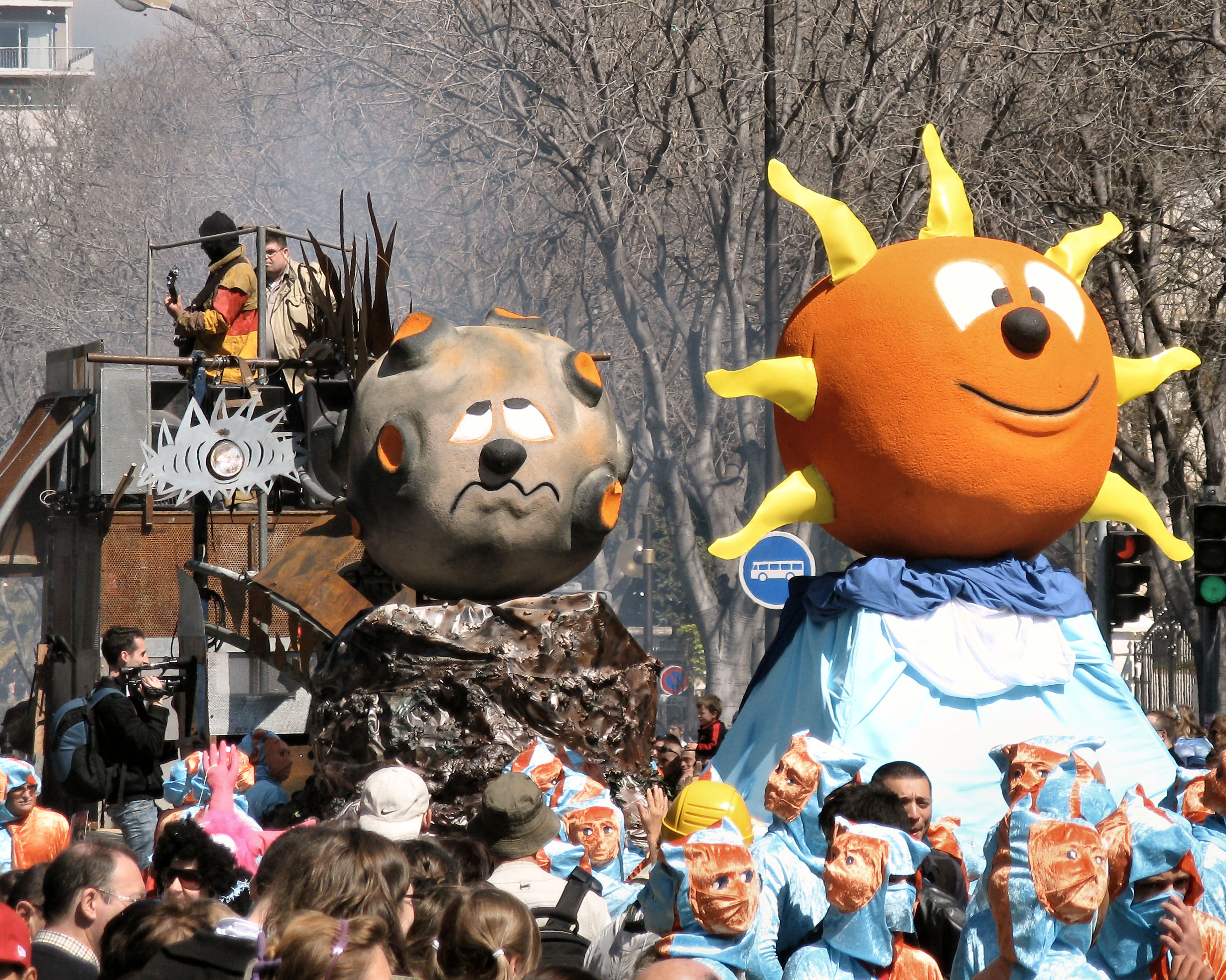
Mardi Gras em Marselha, França

### Bélgica

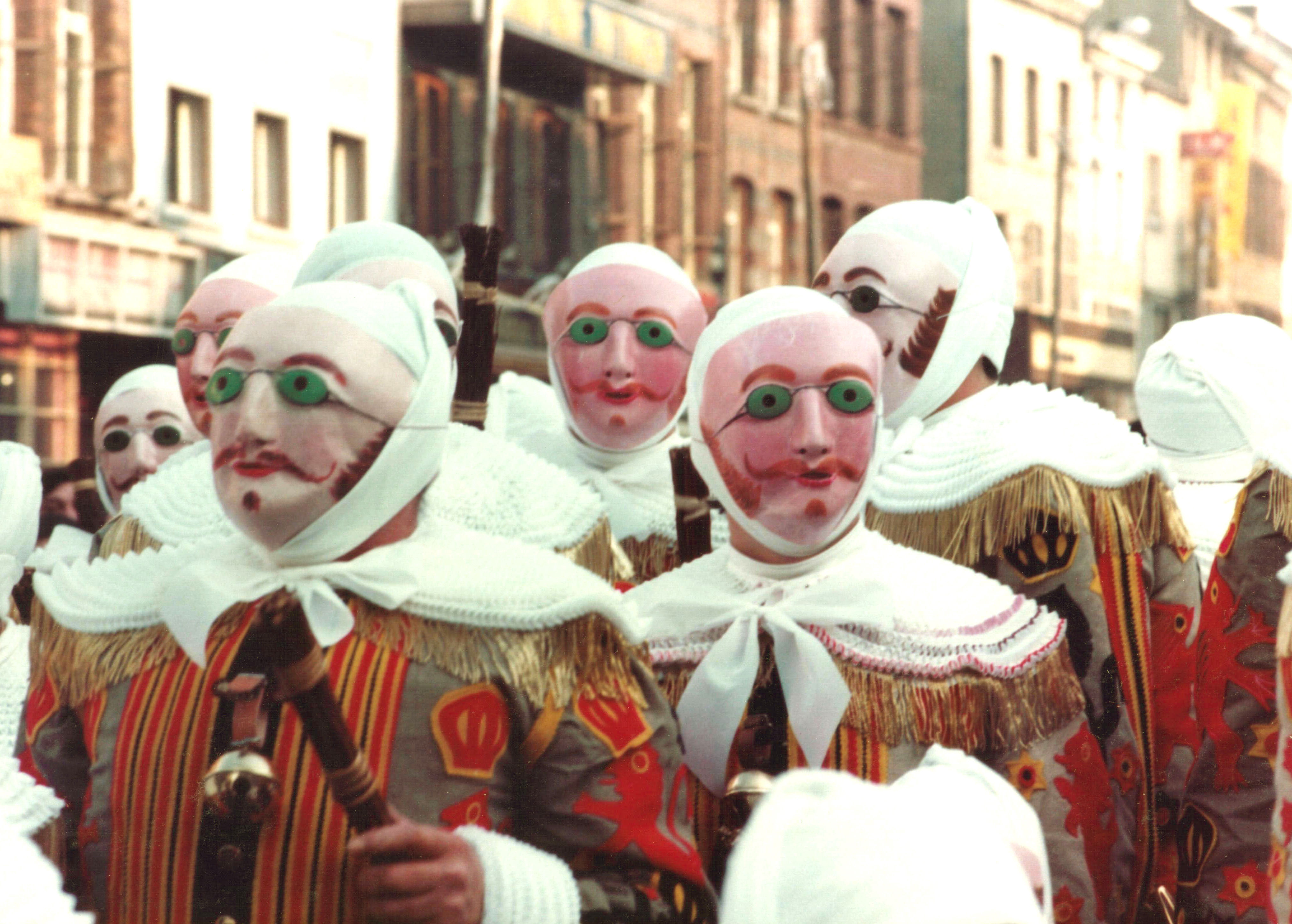
Mardi Gras em Binche, Bélgica

O Carnaval de três dias de Binche, perto de Mons, é um dos mais conhecidos da Bélgica. Ele acontece na terça-feira gorda (ou Mardi Gras), pouco antes da Quaresma. Os artistas conhecidos como Gilles usam fantasias elaboradas com as cores nacionais vermelho, preto e amarelo. Durante o desfile, eles jogam laranjas na multidão. Em 2003, foi reconhecido pela UNESCO como uma das obras-primas do Patrimônio Oral e Imaterial da Humanidade.

### República Tcheca
Na República Tcheca, é uma tradição popular comemorar o Mardi Gras, que é chamado de Masopust (jejum de carne, ou seja, início do jejum no país). Há celebrações em muitos lugares, inclusive em Praga, mas a tradição também prevalece em vilarejos como Staré Hamry, cujas procissões de porta em porta entraram para a lista de Patrimônio Cultural Imaterial da Humanidade da UNESCO.

### Alemanha
A comemoração no mesmo dia na Alemanha conhece muitos termos diferentes, como Schmutziger Donnerstag ou Fetter Donnerstag (Quinta-feira Gorda), Unsinniger Donnerstag, Weiberfastnacht, Greesentag e outros, e muitas vezes são apenas uma parte de todos os eventos carnavalescos durante uma ou até duas semanas antes da Quarta-Feira de Cinzas, sendo chamados de Karneval, Fasching ou Fastnacht, entre outros, dependendo da região. No alemão padrão, schmutzig significa "sujo", mas nos dialetos alemães schmotzig significa "banha" (Schmalz) ou "gordura"; "Quinta-feira gordurosa", pois os estoques de banha e manteiga remanescentes do inverno costumavam ser consumidos nessa época, antes do início do jejum. Fastnacht significa "Véspera do Jejum", mas os três termos abrangem toda a temporada de carnaval. O início tradicional da temporada de carnaval é em 11 de novembro, às 11h11 (11/11 11:11).

### Itália
Na Itália, o Mardi Gras é chamado de Martedì Grasso (Terça-feira Gorda). É o principal dia do Carnaval, juntamente com a quinta-feira anterior, chamada Giovedí Grasso (Quinta-feira Gorda), que ratifica o início das comemorações. Os carnavais mais famosos no norte da Itália são os de Veneza, Viareggio e Ivrea, enquanto na parte sul da Itália a Sartiglia de Oristano e as intrigantes máscaras apotropaicas, especialmente os mamuthones, issohadores, s'urtzu (e assim por diante), são mais populares, pertencendo a uma tradição muito antiga. Ivrea tem a característica "Batalha das Laranjas", que tem suas raízes nos tempos medievais.  A versão italiana do festival é chamada de Carnevale.

### Suécia
Na Suécia, a comemoração é chamada de Fettisdagen, quando se come fastlagsbulle, mais comumente chamado de Semla. O nome vem das palavras "fett" (gordura) e "tisdag" (terça-feira). Originalmente, esse era o único dia em que se deveria comer fastlagsbullar.

### Estados Unidos
Embora não seja comemorado nacionalmente nos Estados Unidos, várias cidades e regiões do país com etnia francesa têm celebrações notáveis. O Mardi Gras chegou à América do Norte como uma tradição católica francesa com os irmãos Le Moyne, Pierre Le Moyne d'Iberville e Jean-Baptiste Le Moyne de Bienville, no final do século XVII, quando o rei Luís XIV enviou a dupla para defender a reivindicação da França no território de Luisiana, que incluía o que hoje são os estados americanos do Alabama, Mississippi, Luisiana e parte do leste do Texas.
A expedição, liderada por Iberville, entrou na foz do rio Mississippi na noite de 2 de março de 1699. Eles ainda não sabiam que esse era o rio explorado e reivindicado para a França por René-Robert Cavelier, em 1683. O grupo seguiu rio acima até um local na margem leste, a cerca de 60 milhas (100 km) rio abaixo de onde hoje fica Nova Orleães, e montou acampamento. Isso aconteceu em 3 de março de 1699, dia de Mardi Gras, portanto, em homenagem a esse feriado, Iberville batizou o local de Point du Mardi Gras (em francês: "Ponto de Quinta-feira Gorda") e chamou o afluente próximo de Bayou (ribeiro) de Mardi Gras.
Bienville fundou o assentamento de Mobile, no Alabama, em 1702, como a primeira capital da Luisiana francesa. Em 1703, os colonos franceses de Mobile estabeleceram a primeira tradição organizada de celebração do Mardi Gras no que viria mais tarde a se tornar os Estados Unidos. A primeira sociedade mística informal, ou krewe, foi formada em Mobile em 1711, a Boeuf Gras Society. Em 1720, Biloxi havia se tornado a capital da Luisiana. Os costumes franceses do Mardi Gras acompanharam os colonos que se estabeleceram lá.
Em 1723, a capital da Luisiana foi transferida para Nova Orleães, fundada em 1718.  O primeiro desfile de Mardi Gras realizado em Nova Orleães foi registrado como tendo ocorrido em 1837. A tradição em Nova Orleães se expandiu a ponto de se tornar sinônimo da cidade na percepção popular e de ser adotada pelos residentes de Nova Orleães, além daqueles de origem francesa ou católica. As comemorações do Mardi Gras inspiraram o lema Laissez les bons temps rouler ("Deixe os bons tempos rolarem").
Os desfiles das maiores krewes (coloquialmente conhecidas como "super krewes") ocorrem tradicionalmente imediatamente antes e na Shrove Tuesday, incluindo os de Endymion (nomeado a partir de Edimião. Realizado no sábado anterior, que também culmina com um espetáculo no Caesars Superdome), Bacchus ("Baco". Domingo), Zulu e Rex (terça-feira). À noite, os bailes são realizados pelos krewes Rex e Comus; a tradicional visita do Rei e da Rainha do Mardi Gras ao baile Comus ("o Encontro das Cortes") serve como o final simbólico das festividades.
Outras cidades ao longo da Costa do Golfo com herança colonial francesa, desde Pensacola, Flórida; Galveston, Texas; até Lake Charles e Lafayette, Luisiana; e ao norte até Natchez, Mississippi e Alexandria, Luisiana, têm celebrações ativas do Mardi Gras.

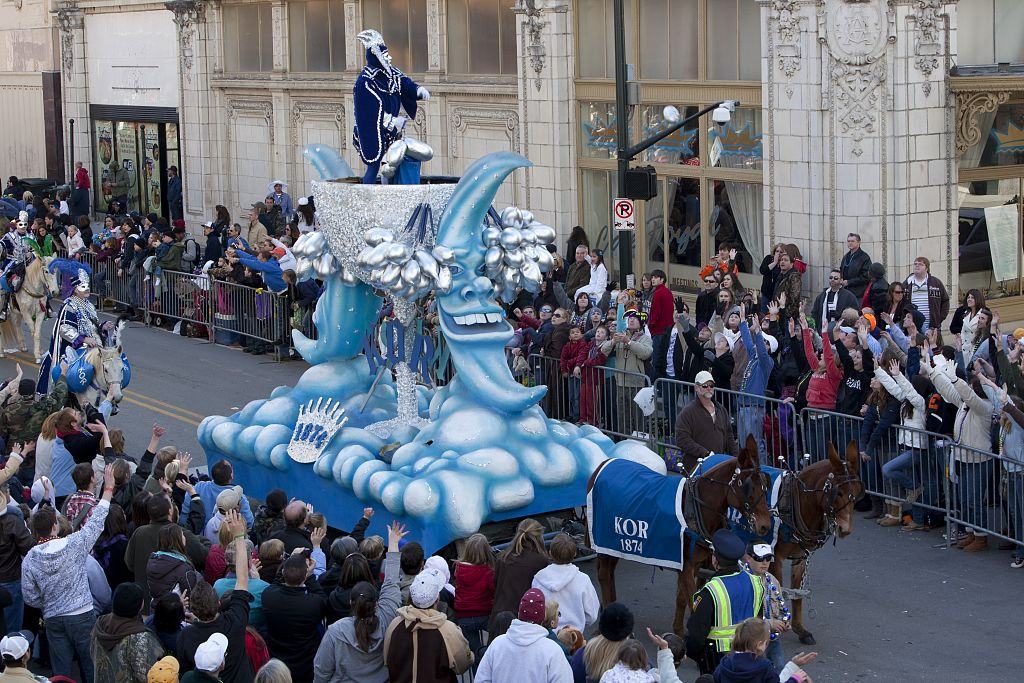
Knights of Revelry desfilam pela Royal Street em Mobile durante a temporada de Mardi Gras de 2010.

A primeira comemoração de Mardi Gras registrada em Galveston, em 1867, incluiu um baile de máscaras e uma apresentação teatral de Henrique IV, de Shakespeare, com Alvan Reed (um juiz de paz que pesava cerca de 90 quilos) no papel de Falstaff. O primeiro ano em que o Mardi Gras foi comemorado em grande escala em Galveston foi em 1871, com o surgimento de duas sociedades rivais de Mardi Gras, ou krewes, chamadas Knights of Momus ("Cavaleiros de Momo". Conhecidas apenas pelas iniciais K.O.M.) e Knights of Myth, ambas com desfiles noturnos, bailes de máscaras, fantasias requintadas e convites elaborados. Os Knights of Momus, liderados por alguns galvestonianos proeminentes, decoraram carroças puxadas por cavalos para um desfile noturno com tochas. Com temas como "As Cruzadas", "Pedro, o Grande" e "França Antiga", a procissão pelo centro de Galveston culminou no Turner Hall com uma apresentação de quadros e um grande baile de gala.
Na área rural de Acadiana, muitos cajuns comemoram com o Courir de Mardi Gras, uma tradição que remonta às comemorações medievais na França.
Saint Louis, Missouri, fundada em 1764 por comerciantes de peles franceses, afirma sediar a segunda maior festa de Mardi Gras dos Estados Unidos. A comemoração é realizada no histórico bairro francês, Soulard, e atrai centenas de milhares de pessoas de todo o país. Embora tenham sido fundadas na década de 1760, as festividades do Mardi Gras de St. Louis datam apenas da década de 1980. A comemoração da cidade começa com a "12ª noite", realizada na Epifania, e termina na Terça-feira Gorda. A temporada é repleta de vários desfiles que celebram a rica herança católica francesa da cidade.

## Fantasias

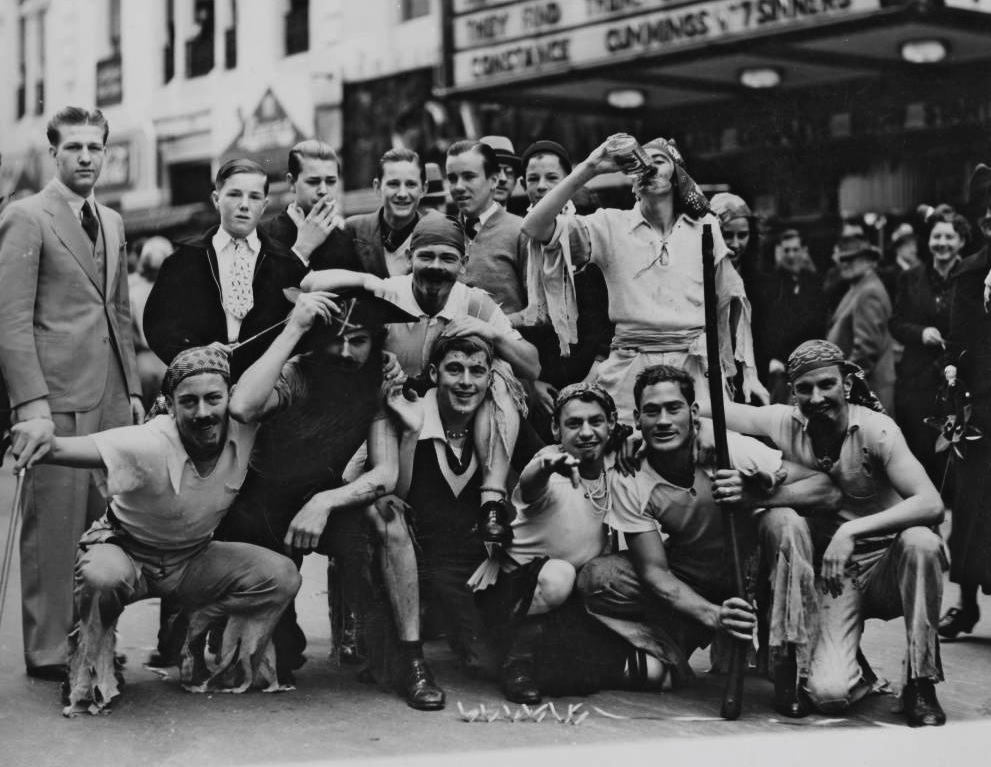
Mardi Gras em Nova Orleães em 1937

O Mardi Gras, como uma celebração da vida antes da ocasião mais sombria da Quarta-feira de Cinzas, quase sempre envolve o uso de máscaras e fantasias por seus participantes, e as cores comemorativas mais populares são roxo, verde e dourado. Em Nova Orleães, por exemplo, essas fantasias geralmente assumem a forma de fadas, animais, pessoas de mitos ou vários trajes medievais, bem como palhaços e índios (nativos americanos).
Atualmente, muitas fantasias são simplesmente criações elaboradas de penas e capas coloridas. Diferentemente das fantasias de Halloween, as fantasias de Mardi Gras não costumam ser associadas a zumbis, múmias, morcegos, sangue e coisas do gênero, embora a morte possa ser um tema em algumas delas. A tradição de Veneza trouxe máscaras douradas para a rodada usual de fantasias.

### Exposição de mulheres

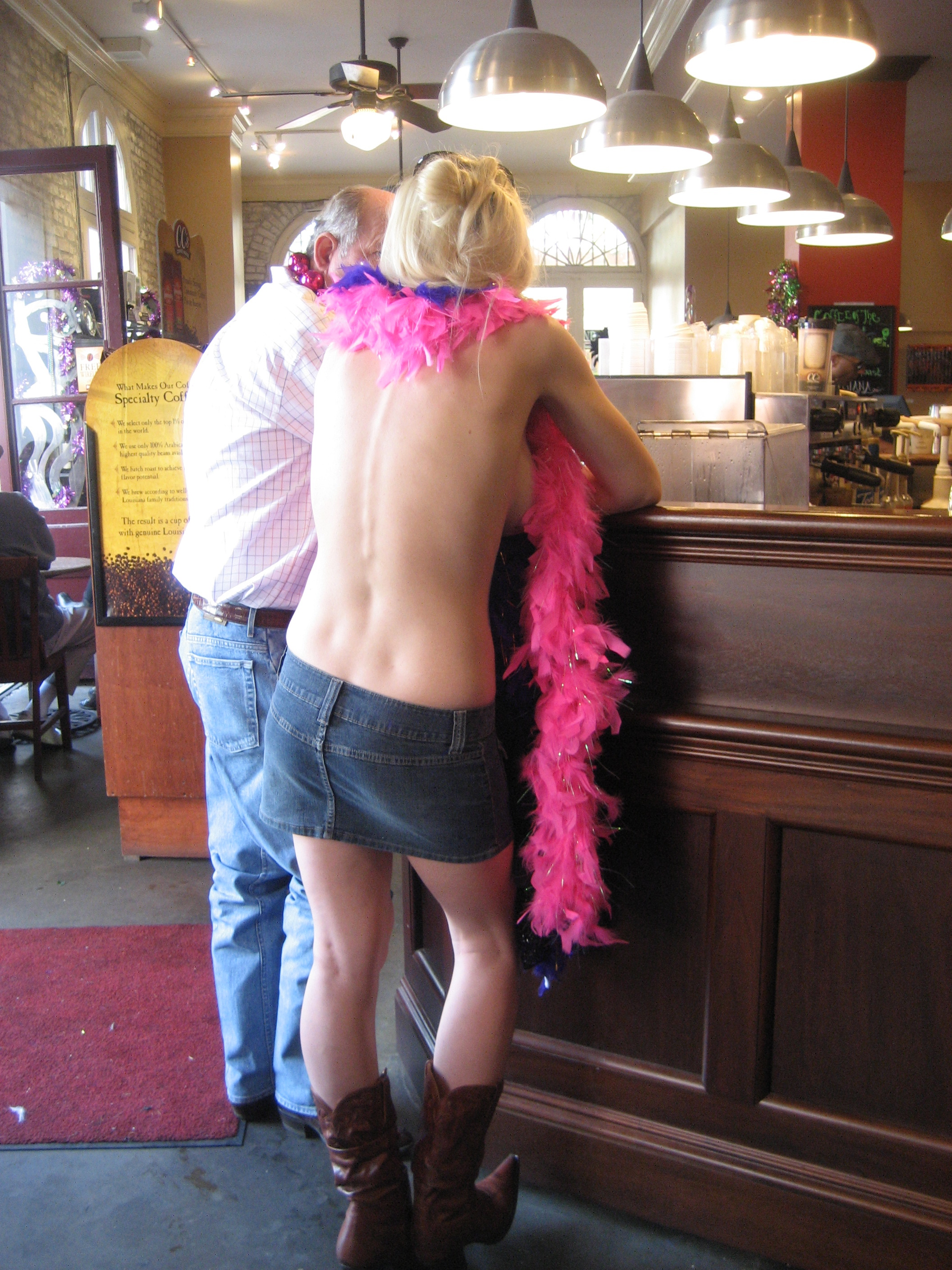
Uma mulher topless em uma cafeteria, no dia de Mardi Gras em Nova Orleães, 2009

A exposição dos seios por mulheres durante o Mardi Gras em Nova Orleães, EUA, tem sido documentada desde 1889, quando o Times-Democrat criticou o "grau de imodéstia exibido por quase todas as mulheres mascaradas vistas nas ruas". A prática era limitada principalmente a turistas na área superior da Bourbon Street. Nas ruas movimentadas do Bairro Francês, geralmente evitadas pelos moradores locais no dia de Mardi Gras, os exibicionistas nas varandas provocam a formação de multidões nas ruas.
Nas últimas décadas do século XX, o aumento da produção de fitas de vídeo comerciais para voyeurs ajudou a incentivar a tradição de as mulheres mostrarem seus seios em troca de contas e bugigangas. Cientistas sociais que estudam o "ritual de desonra" encontraram, no Mardi Gras de 1991, 1.200 casos de exposição do corpo em troca de miçangas ou outros favores.